# Jerry Dodgion
Pour les articles homonymes, voir Dodgion.
Jerry Dodgion, né le 29 août 1932 à Richmond en Californie et mort le 17 février 2023 à New York, est un saxophoniste alto, flûtiste et clarinettiste de jazz.

## Biographie
Jerry Dodgion commence sa carrière musicale dans la région de San Francisco. De 1953 à 1955, il joue dans le big band de Gerald Wilson. Dodgion est surtout un sideman qui participe à nombre de sessions d'enregistrement. Il enregistre peu sous son nom. En 1958, il est le co-leader de l'album Beauties of 1918 avec Charlie Mariano.
De 1965 à 1979, il est membre du Thad Jones/Mel Lewis Orchestra. Il meurt le 17 février 2023.

## Discographie partielle

### Comme leader ou co-leader
- 1958 : The Charlie Mariano & Jerry Dodgion Sextet : Beauties of 1918, World Pacific Records WP-1245

## Sources
- Scott Yanow, courte biographie sur le site Allmusic.com